# P. U. Chitra
Palakkeezhil Unnikrishnan Chitra, accreditata come P. U. Chitra (in tamil: பாலக்கீழில் உன்னிகிருஷ்ணன் சித்ரா; Palakkad, 9 giugno 1995), è una mezzofondista indiana, specializzata nei 1500 metri piani.

## Palmarès
| Anno | Manifestazione               | Sede        | Evento       | Risultato | Prestazione | Note                          |
| ---- | ---------------------------- | ----------- | ------------ | --------- | ----------- | ----------------------------- |
| 2016 | Giochi dell'Asia meridionale | Guwahati    | 1500 m piani | Oro       | 4'25"59     |                               |
| 2017 | Campionati asiatici          | Bhubaneswar | 1500 m piani | Oro       | 4'17"92     |                               |
| 2017 | Giochi asiatici indoor       | Aşgabat     | 1500 m piani | Oro       | 4'27"77     |                               |
| 2018 | Giochi asiatici              | Giacarta    | 1500 m piani | Bronzo    | 4'12"56     |                               |
| 2019 | Campionati asiatici          | Doha        | 1500 m piani | Oro       | 4'14"56     |                               |
| 2019 | Mondiali                     | Doha        | 1500 m piani | Batteria  | 4'11"10     | Miglior prestazione personale |

## Altri campionati internazionali
2018
- 4ª in Coppa continentale ( Ostrava), 1500 m piani - 4'18"45